# Lumban Nabolon
Lumban Nabolon is een bestuurslaag in het regentschap Toba Samosir van de provincie Noord-Sumatra, Indonesië. Lumban Nabolon telt 398 inwoners (volkstelling 2010).